# Campopisano
Campopisano (o Campo Pisano, secondo il nome tradizionale) è una zona del centro storico di Genova, situata al limite orientale del sestiere del Molo.

## Toponimo
La zona, citata inizialmente come "Campus Sarzanni" poiché situata in prossimità della piazza di Sarzano, sarebbe stata ribattezzata con l'appellativo di Campo Pisano dopo la vittoria riportata dalla flotta genovese sui pisani nella battaglia della Meloria (1284).
Infatti, secondo la tradizione in questo luogo, all'epoca appena fuori dalle mura, sarebbero stati confinati migliaia di prigionieri pisani, la maggior parte dei quali, morti di fame e di stenti, sarebbero stati sepolti in quello stesso luogo.

## Descrizione
Si accede a Campopisano attraverso una mattonata che inizia da piazza Sarzano, nei pressi della stazione Sarzano/Sant'Agostino della metropolitana. Sulla piccola piazza (circa 200 m²), di forma irregolare, si affacciano alte case a schiera con le facciate dipinte a tinte pastello; il selciato, rifatto nel 1992, è realizzato con ciottoli di mare bianchi e grigi, tipica pavimentazione ligure in uso fin dal Medioevo, detta rissêu.

## Storia

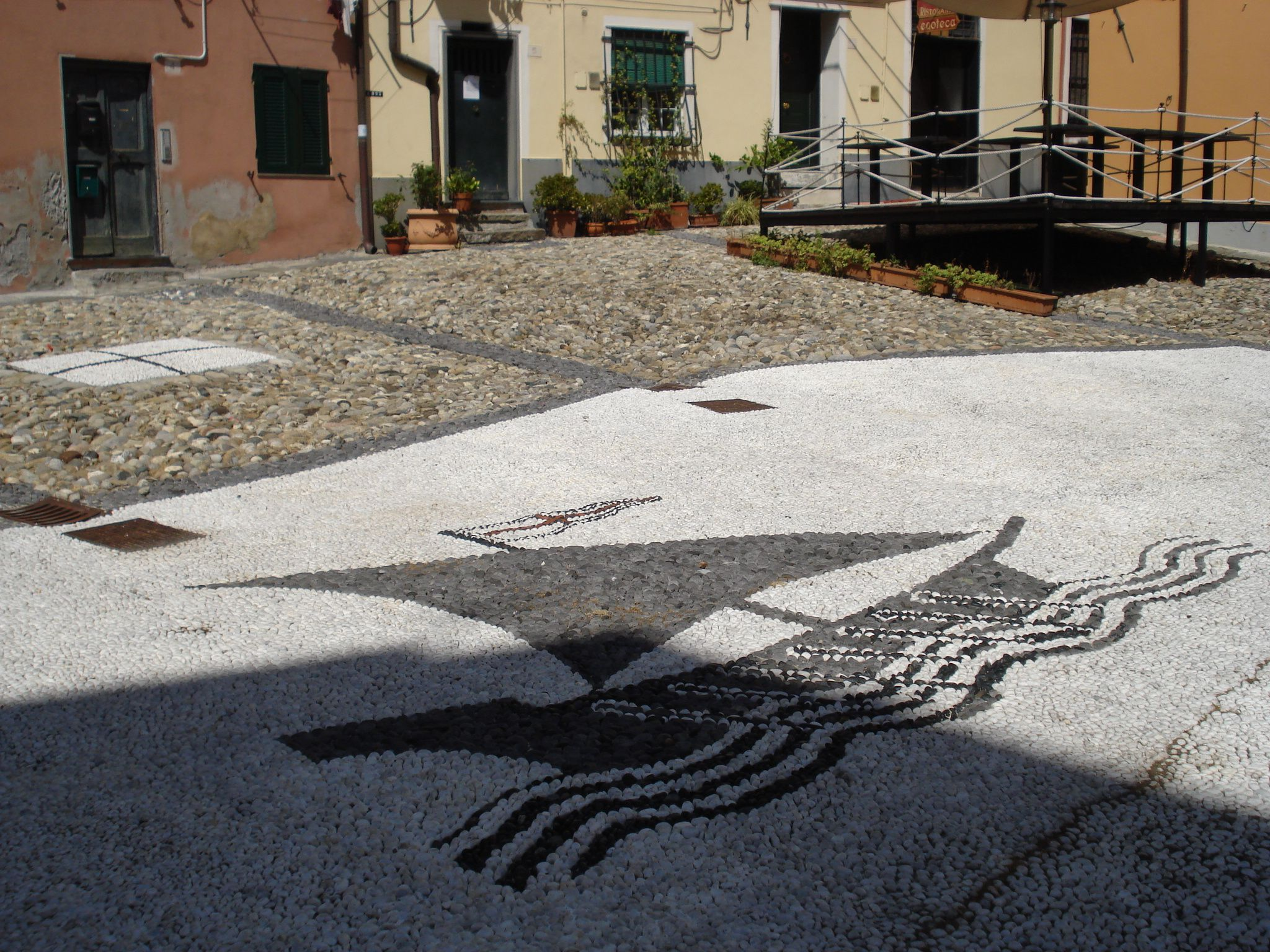
Il risseu di piazza Campopisano

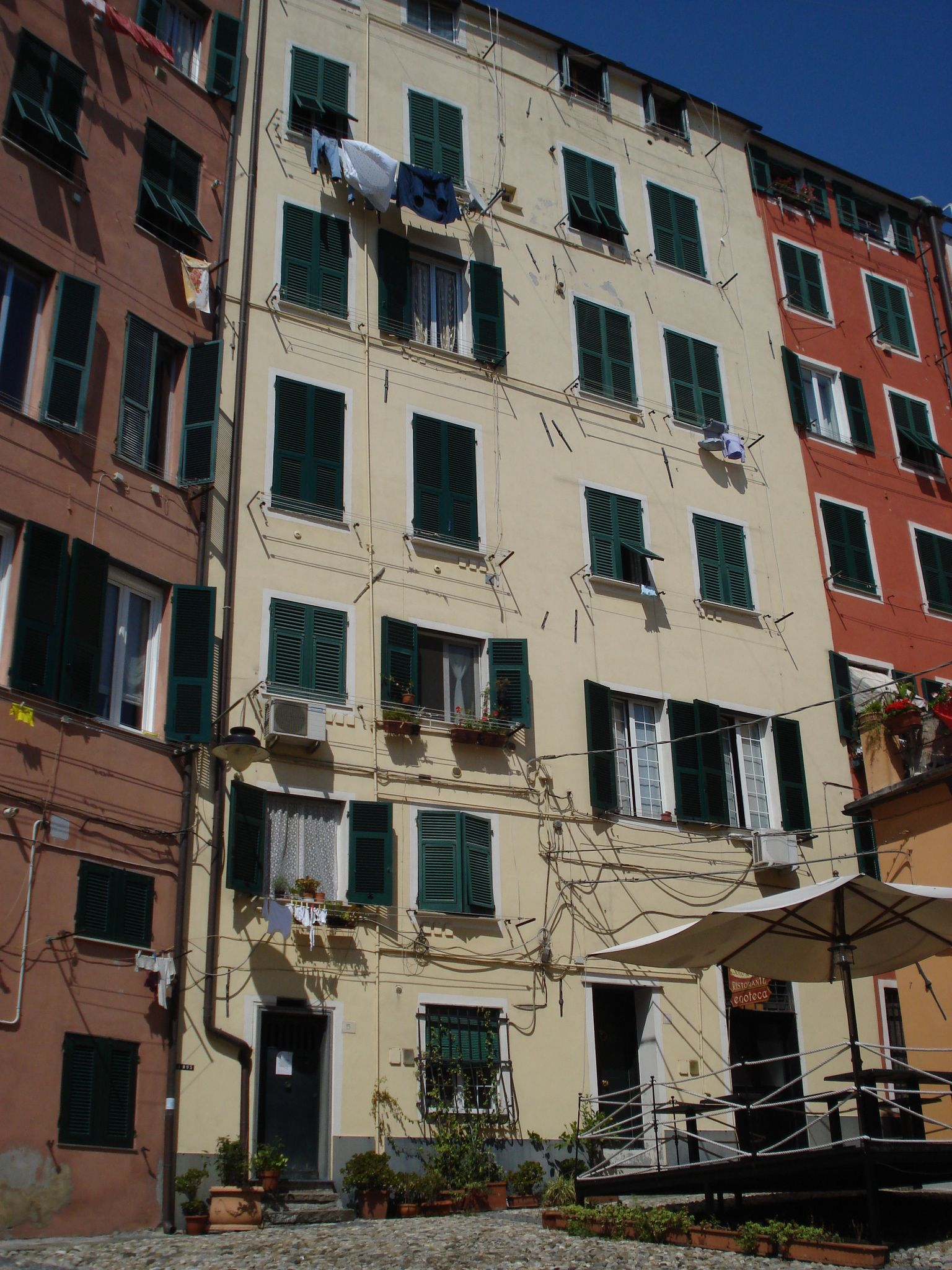
Le case di piazza Campopisano

Al di là della tradizione legata alla presenza dei prigionieri pisani, sembrerebbe confermato che la zona di Campopisano, situata appena fuori della cinta muraria detta del Barbarossa, fosse utilizzata come luogo di sepoltura per i forestieri, e quindi probabilmente anche per i pisani morti durante la prigionia. 
Un decreto del 1403, emanato dal maresciallo Boucicault, governatore di Genova per conto del re Carlo VI di Francia, stabiliva l'inalienabilità e l'inedificabilità dell'area, divieti confermati varie volte nel corso del XV secolo, ma in parte venuti meno negli ultimi anni di quel secolo e decaduti definitivamente nel 1523, quando un decreto dei Padri del Comune consentì a chiunque di acquistare terreni e costruire edifici nella zona, che pochi anni dopo veniva inglobata nella nuova cerchia muraria cittadina. Il Giustiniani, nei suoi Annali ricorda come nello spazio sopra la fonte pubblica di Sarzano in breve tempo siano sorte ben 47 case.
In vico di Campopisano, nelle immediate vicinanze della piazzetta, fino alla fine dell'Ottocento esisteva un popolare teatrino della marionette; quello stesso locale ospita oggi un ristorante.
In occasione delle celebrazioni colombiane del 1992 un gruppo di volontari ha ripristinato la pavimentazione a risseu della piazza, con al centro l'immagine di una galea con bandiera della Repubblica di Genova, a rievocare i fasti dell'antica repubblica marinara.
Il 5 agosto 2021, a 737 anni dalla battaglia della Meloria i pisani prigionieri sono stati commemorati in Campopisano alla presenza del vicesindaco di Genova, Massimo Nicolò, dell'assessore alle politiche culturali, Barbara Grosso e di una delegazione di circa 30 pisani, guidati dal sindaco di Pisa, Michele Conti.

## Odonimi
Nella base cartografica comunale o storica sono riportati i seguenti odonimi:
- Piazza Campo Pisano (o Campopisano)
- Vico di Campo Pisano (o Campopisano)
- Vico superiore di Campo Pisano (o Campopisano)
- Vico inferiore di Campo Pisano (oggi non più esistente)[2]
- Piazzetta Campopisano inferiore